# Домбский, Ян Игнацы
Ян Игнацы Домбский (1740 — 23 сентября 1826) — барский конфедерат, писарь скарбовый коронный (1783), полковник народной кавалерии (1789), ревизор коронного казначейства (1786—1792).

## Биография
Представитель польского шляхетского рода Домбских герба «Годземба». Сын хорунжего быдгощского Адама Домбского и Юстины Яницкой, внук воеводы бжесць-куявского Зигмунда Домбского (ум. 1706).
Он провел своё детство в Любранце, учился в иезуитской школе в Познани, основанной епископом Станиславом Казимиром Домбским. Ян Игнацы Домбский служил в польской армии в звании капитана, затем носил чин подполковника в полку Иоахима Потоцкого, подчашего великого литовского (1763).
В 1764 году Ян Игнацы Домбский подписал элекцию Станислава Августа Понятовского. Во время Барской конфедерации он был лидером конфедератов Гостынинской земли, получив чин полковника народной кавалерии. В качестве полковника гостынинского сражался бок о бок с Франциском Микорским под Ловичем (апрель 1769), Торунем (июль 1769). Соединившись в Мальчевским, участвовал в рейде под Варшаву. 12 февраля 1770 года был разбит в бою под Блоне. Он участвовал в бою при Кутно 30 октября 1770 года. По сообщениям о боевых действиях под Любенем (около Гостынина) нанес поражение противнику. В июне 1771 года он действовал с Антонием Моравским под Радзеёвом, собрав 100 конфедератов в Гостынинской земле. Он был ранен в лицо и руки, взят в плен, но при поддержке родни получил свободу. В 1790 году Ян Игнацы Домбский был назначен королевским камергером.
Скончался 23 сентября 1826 года в Леснивице после падения с лошади.
Ему принадлежали имения: Великие и Малые Леснивице, Острово и Рушково.

## Семья и дети
Ян Игнацы Домбский был женат на Антонине Катарине Пржисецкой. В браке родилось восемь детей:
- Каетан Домбский (1769—1836), мировой судья гостынинского повета, товарищ кавалерии, судья августовский
- Юзеф Домбский (1773—1842), женат на Терезе Краевской
- Никодим Домбский (1777—1806), офицер польской и наполеоновской армии, был убит в бою с пруссаками под Ловичем (1806)
- Винцент Домбский (1783—1852), офицер польской армии, кавалер креста Virtuti Militari и креста ордена Почетного легиона
- Ян Домбский (1788—1827), офицер польской армии, кавалер креста Почетного легиона
- Мария Домбская, жена Войцеха Щепковского, капитана польской и наполеоновской армий
- Катарина Домбская, жена Ксаверия Николая Жолтовского
- Констанца Домбская, жена графа Теодора ван дер Остен-Сакена (1762—1850), подпоручика коронных войск, осевшего в Польше.